# Nikolai Wassiljewitsch Krylenko

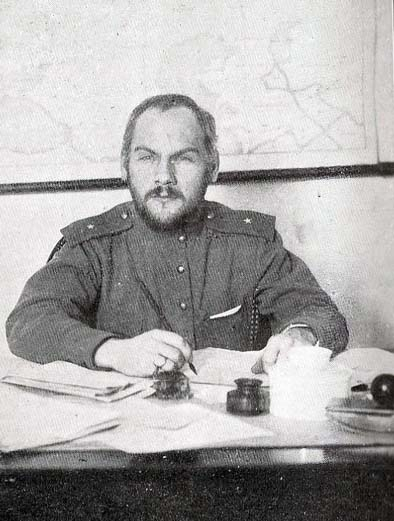
Krylenko als Oberbefehlshaber der Roten Armee, 1918

Nikolai Wassiljewitsch Krylenko (russisch Николай Васильевич Крыленко, wiss. Transliteration Nikolaj Vasil'evič Krylenko; * 2. Maijul. / 14. Mai 1885greg. in Bechtejewo, Gouvernement Smolensk; † 29. Juli 1938 in Moskau) war ein bolschewistischer Revolutionär, Politiker und später Jurist in Russland. Er hatte großen Einfluss auf die Entwicklung des sowjetischen Justizsystems bis in die Mitte der 1930er Jahre.

## Hintergrund
Krylenkos Vater war bereits ein Befürworter revolutionärer Ideen. Krylenko selbst trat während seines Studiums der Literatur und Geschichte an der Universität St. Petersburg der Sozialdemokratischen Arbeiterpartei Russlands (SDAPR) bei, wobei er den Bolschewiki zuneigte. Für diese war er daher während der Revolution von 1905 Abgeordneter im kurzlebigen Stadtsowjet von Sankt Petersburg. Nach dem Scheitern der Revolution wurde er 1907 von den zaristischen Behörden verhaftet. Mangels Beweisen ohne Urteil entlassen, zog er in das damals zum Russischen Reich gehörende Lublin.
1909 kehrte er in die russische Hauptstadt St. Petersburg zurück und setzte sein Studium fort. Kurzzeitig verließ er die SDAPR, trat aber 1911 wieder ein. 1912 diente er in der Armee und hatte bei seiner Entlassung 1913 den Rang eines Unterleutnants inne. Er arbeitete seit 1911 an der bolschewistischen Zeitung Swesda mit und brachte es 1913 zum Assistenten des Hauptparteiorgans der bolschewistischen Duma-Fraktion, der Prawda. Die publizistische Tätigkeit führte dazu, dass er im selben Jahr nach Charkiw in die Ukraine verbannt wurde, wo er einen akademischen Grad in Rechtswissenschaften erlangte. Aus Angst vor erneuter Verhaftung floh er 1914 nach Österreich-Ungarn und setzte sich zu Kriegsbeginn in das Schweizer Exil seines Parteigenossen Lenin ab. Die Partei sandte ihn 1914 zurück nach Russland, um dort beim Aufbau einer kommunistischen Untergrundorganisation zu helfen. Seine subversive Tätigkeit blieb allerdings wenig erfolgreich. Er wurde kurz nach seiner Ankunft in Petrograd als Fahnenflüchtiger verhaftet und nach einigen Monaten Gefängnis im Frühjahr 1916 im Rang eines Fähnrichs an die Südwestfront geschickt.

## Revolutionen 1917
Nach der Februarrevolution 1917 leitete Krylenko den Soldatenrat seines Regiments, dann der Division, und wurde schließlich in den Sowjet der 11. Armee gewählt. Da die Bolschewiki nach Lenins Rückkehr im April 1917 in Opposition zur provisorischen Regierung unter Kerenski standen und Krylenko deren Position vertrat, musste er diesen Posten aufgrund des Widerstands nicht-bolschewistischer Gruppen am 26. Mai 1917 aufgeben.
Im Juni 1917 trat er der Militärorganisation der Bolschewiki bei und wurde in den 1. Allrussischen Kongress der Sowjets gewählt. Dort wählte ihn die bolschewistische Fraktion ins neu geschaffene ständige „Allrussische Zentral-Exekutivkomitee“. Am 2. Juli verließ er Petrograd, um sich dem militärischen Hauptquartier in Mogilew anzuschließen, wurde aber nach dem fehlgeschlagenen ersten Putsch der Bolschewiki vom 4. Juli 1917 inhaftiert. Nachdem der Versuch des Generals Kornilow vom September 1917, diktatorische Vollmachten zu erlangen, fehlschlug, bescherte das Krylenkos Partei einen entscheidenden Machtzuwachs. Er wurde wieder freigelassen.
An der Vorbereitung der Oktoberrevolution war er aktiv im „militärischen revolutionären Komitee“ MRKP beteiligt sowie Vorsitzender des „Kongresses der Nordregionen der Sowjets“. Am 16. Oktober, zehn Tage vor Revolutionsbeginn, teilte er dem bolschewistischen Zentralkomitee mit, dass die Garnison von Petrograd diese unterstützen würde.
Im Verlauf des Umsturzes machte sich der Fähnrich durch die Einnahme des Militärhauptquartiers Stawka in Mogilew und die Ermordung des damaligen Oberbefehlshabers Nikolai Duchonin durch Rote Garden der Partei verdient. Dieser hatte offene Friedensverhandlungen mit dem Deutschen Reich abgelehnt und wurde im Gefängnis gelyncht, während Krylenko am 9. November seine Funktion übernahm. Garnisonschef in Mogilew wurde Michail Bontsch-Brujewitsch.
Krylenko verhinderte zusammen mit Trotzki, dass loyale Truppen der Provisorischen Regierung unter Führung Kerenskis und Pjotr Krasnows Petrograd zurückeroberten.

## Rote Armee
Mehrere Tage vor dem Mord an Duchonin, am 25. Oktober 1917, wurde er vom 2. Allrussischen Kongress zusammen mit Dybenko und Nikolai Podwoiski zum Volkskommissar der noch verbliebenen russischen Streitkräfte ernannt. In dieser Funktion trieb er die revolutionäre Umwälzung der Struktur voran, indem er die Bildung von Komitees, die Abschaffung militärischer Ränge und die Wahl der Offiziere billigte und förderte. Seine Position blieb allerdings die eines Nachlassverwalters, denn am 29. Januar 1918 musste er die vollkommene Demobilisierung der alten Armee befehlen.
Nachdem dies vollzogen war, wechselte Krylenko in den Apparat unter Leo Trotzki, der zur Bildung einer Roten Armee eingesetzt worden war. Sein Organisationstalent soll dabei weit hinter seinen rhetorischen Fähigkeiten zurückgeblieben sein. Er verfolgte auch hier weiterhin seine Idee einer Streitmacht, die nach „revolutionären“ und nicht nach klassischen militärischen Prinzipien geführt wurde. Feindliche Truppen sollten durch Propaganda zum Überlaufen bewegt werden. Diese Strategie erwies sich allerdings als Katastrophe für die neu formierten russischen Truppen.
Im Februar 1918 startete die deutsche Armee die Operation Faustschlag. Der Kollaps der Roten Armee wurde offensichtlich, als die Streitkräfte der Mittelmächte binnen einer Woche Minsk und Kiew eroberten. Dies bewog Lenin und das Zentralkomitee dazu, die Friedensverhandlungen im Frieden von Brest-Litowsk abzuschließen.
Leo Trotzki verfolgte nun den weiteren Aufbau der sowjetischen Armee nach den Prämissen regulärer Militärsysteme und unter Heranziehung von Offizieren aus der alten Armee des Zaren. Er schuf am 4. März 1918 ein Oberstes Militärkommando, geleitet vom früheren Stabschef der zaristischen Nordfront, Michail Bontsch-Brujewitsch. Damit wurde Krylenko allerdings in der Militärorganisation überflüssig. Am 13. März wurde er ins Volkskommissariat für Justiz berufen.

## Sowjetischer Justizapparat
Von 1918 bis 1922 fungierte er als Vorsitzender der landesweit eingesetzten Revolutionstribunale des „Allrussischen Zentral-Exekutivkomitees“ und war zugleich Mitglied des Kollegiums der Staatsanwaltschaft. Am 23. Juni 1918 erklärte er im Zusammenhang mit dem Urteil gegen Kapitän Alexei Schtschastny, dass dieser nicht „zum Tode“, sondern „zur Erschießung“ verurteilt sei, was der beschlossenen Abschaffung der Todesstrafe somit nicht im Wege stehe. 1919 schaffte er formal die Möglichkeit ab, dass die Tscheka ohne Urteil Menschen exekutierte.
Nach 1922 wurde er zum stellvertretenden Volkskommissar für Justiz der RSFSR ernannt. Seit 1931 leitete er dieses Kommissariat und wurde Generalstaatsanwalt. Er fungierte als Hauptankläger in verschiedenen Schauprozessen der 1920er – wie dem Schachty-Prozess – und 1930er Jahre in der Sowjetunion. Von 1927 bis 1934 war er Mitglied der Zentralen Kontrollkommission der KPR (B).
Generell lässt sich zusammenfassen, dass ein großer Teil der frühen Entwicklung des sowjetischen Justizapparats und der sowjetischen Strafgesetzgebung wesentlich durch Krylenko beeinflusst worden ist. Somit ist er eine wichtige Referenzperson bei der Betrachtung sowjetischer Geschichte (nicht nur allein in Bezug auf die Justiz) bis in die dreißiger Jahre. Auch als Quelle über die Verfahren, an denen er als Hauptankläger teilnahm, ist Krylenko sehr wichtig, da er die zugehörigen Protokolle in seiner Position als Volkskommissar für Justiz veröffentlichen ließ. Dies gilt besonders für die Prozesse aus der Zeit des russischen Bürgerkriegs und der frühen zwanziger Jahre, für die seine Veröffentlichungen praktisch die einzige Referenz darstellen. Seine Rolle wird von Alexander Solschenizyn sehr ausführlich diskutiert.

## Sportfunktionär
Im Schach war Krylenko ein Spieler der 1. Kategorie, was nach heutigen Verhältnissen etwa einer Elo-Zahl von 2000 entspricht. Als hoher Staatsfunktionär förderte er den Aufbau der Sowjetischen Schachschule, wobei er dem Spiel eine politische Dimension gab: Das sowjetische Schach sollte sich den „bourgeoisen“ europäischen Schachmeistern überlegen erweisen. Zu diesem Zweck popularisierte er Schach als Massensport; so fand 1926 in Leningrad ein Turnier mit 1.300 Teilnehmern statt. Krylenko sorgte aber auch dafür, dass außerhalb der traditionellen Schachhochburgen Moskau und Leningrad Turniere durchgeführt und Talente gefördert wurden. Er fungierte als Herausgeber der ab August 1924 erscheinenden populären Schachzeitschrift 64 und war maßgeblich an der Organisation der Schachturniere „Moskau 1925“, für das er ein Budget von 30.000 Rubel bereitstellte, „Moskau 1935“ und „Moskau 1936“ beteiligt. Für diese Turniere wurden fast alle damaligen Weltklassespieler, mit Ausnahme des in der Sowjetunion als unerwünscht geltenden Alexander Aljechin, eingeladen.
Krylenko protegierte insbesondere den jungen Michail Botwinnik, für den er bereits 1933 einen Wettkampf gegen Salo Flohr organisierte. Botwinnik selbst berichtet in seiner Autobiographie, dass Krylenko 1935 (allerdings vergeblich) versucht habe, ein Partieergebnis zu Botwinniks Gunsten zu manipulieren. Nach Krylenkos Hinrichtung durfte sein Name jahrelang nicht mehr erwähnt werden. Erst während der Tauwetter-Periode, im Zuge seiner Rehabilitierung, wurden seine Verdienste um das sowjetische Schachspiel wieder anerkannt.
Krylenko war begeisterter Bergsteiger, der mehrere Expeditionen ins Pamir-Gebirge unternahm. 1935 wurde er dafür mit dem Titel Meister des Sports ausgezeichnet.

## Theoretiker des sowjetischen Justizsystems
In den 1920er und 30er Jahren schrieb Krylenko in seiner damaligen Funktion im sowjetischen Justizsystem eine Anzahl von Büchern und Artikeln, in denen er die Theorie aufstellte, dass unter sozialistischem Recht politischen und nicht kriminellen Erwägungen die entscheidende Rolle beim Urteil über Schuld, Unschuld oder Bestrafung zukämen. Er theoretisierte, dass das Geständnis den ultimativen Beweis über die Schuld des Angeklagten erbringt und dass die exakte Definition krimineller Handlungen und ein entsprechend präzises Urteil (sog. System der „Dosierung“) im Sozialismus unnötig sind. Diese Ansichten brachte er in zwei Gesetzesvorlagen, 1930 und 1934, ein.
Weiterhin erging er sich in dem Werk Von der Straf- zur Besserungs- und Erziehungsanstalt über den Charakter und die Umformung der sowjetischen Strafvollzugsanstalten zu Besserungsanstalten, welche im Gegensatz zu kapitalistischen Gefängnissen zu einer Läuterung der Häftlinge hin zu glücklichen werktätigen Menschen führen würden. Dieses Buch wird durch Alexander Solschenizyn in seinem Werk Der Archipel GULAG sehr ausführlich, wenngleich aber auch nicht von einem neutralen Standpunkt aus, in Bezug auf die Diskrepanz zwischen Theorie und praktischer Umsetzung hin untersucht. Es bleibt festzuhalten, dass Krylenko neben seiner juristischen Tätigkeit auch in Form seiner Schriften einen sehr großen Einfluss auf den Charakter des sowjetischen Justizsystems ausübte.
Trotz seiner recht einflussreichen Position wurden seine Schlussfolgerungen und Theorien nicht kritiklos hingenommen. Einige sowjetische Juristen, wie Andrei Wyschinski, widersprachen den Aussagen Krylenkos. Es wurde argumentiert, dass Krylenkos unpräzise Definitionen von Kriminalität und seine Weigerung, Bestrafung genauer zu definieren, Willkür und Instabilität innerhalb des Strafvollzugssystems verursachen würden und somit den Interessen des Sowjetstaates entgegenwirkten. Die Debatte hielt bis 1935 an und wurde nicht beendet.

## Opfer der stalinschen Säuberungen
Nach dem Attentat auf Kirow vom 1. Dezember 1934 und dem Beginn des Großen Terrors verlor Krylenko schleichend seinen Einfluss auf die sowjetische Justiz an Wyschinski. Dieser war bereits Ankläger in den ersten beiden Moskauer Prozessen gegen alte Bolschewiki vom August 1936 und Januar 1937. Krylenkos Vertrauter, der marxistische Theoretiker Jewgeni Paschukanis, wurde Ende 1936 des Kritizismus verdächtigt, im Januar 1937 verhaftet und im September desselben Jahres erschossen. Kurz nach dessen Verhaftung musste Krylenko „Selbstkritik“ üben und öffentlich erklären, dass Wyschinski und seine anderen Kritiker im Recht waren.
Da er ab dem 20. Juli 1936 das Amt des Volkskommissars für Justiz für die gesamte Sowjetunion innehatte, war Krylenko von der ersten Phase des Großen Terrors noch nicht betroffen. Zum Beginn des Jahres 1938 änderte sich dies. In der ersten Sitzung des reorganisierten Präsidiums des Obersten Sowjets vom Januar 1938 griff ihn das Präsidiumsmitglied Mir Dschafar Abbassowitsch Bagirow öffentlich an:

„Genosse Krylenko ist nur mit den Angelegenheiten seines Kommissariats beschäftigt. Um aber das Justizministerium zu führen, ist große Initiative und eine ernsthafte, disziplinierte Haltung nötig. Währenddessen verbrachte Genosse Krylenko einen großen Teil der Zeit mit Bergsteigen und Reisen und momentan mit Schachspiel. […]
Wir sollten wissen, womit wir es im Fall von Genossen Krylenko zu tun haben – dem Justizminister? oder einem Bergsteiger? Ich weiß nicht, wie Genosse Krylenko selbst darüber denkt, aber er ist ohne Zweifel ein armseliger Volkskommissar. Ich bin sicher, dass Genosse Molotow das berücksichtigt, wenn er die Kandidaten für den neuen Rat der Volkskommissare des Obersten Sowjets vorschlägt.“

Bereits zwei Tage später wurde Krylenko durch Nikolai Rytschkow ersetzt und 12 Tage später durch das NKWD verhaftet. Nach drei Tagen NKWD-Haft und damit verbundener Folter „gestand“ er, seit 1930 ein „Unterminierer“ gemäß Artikel 58 des sowjetischen Strafgesetzbuches zu sein. Am 3. April erweiterte er sein Geständnis und erklärte nun, bereits vor der Revolution ein Feind Lenins gewesen zu sein. Bei seiner letzten Befragung am 28. Juni 1938 gestand er, dreißig Mitarbeiter für seine anti-sowjetische Organisation im Justizministerium angeworben zu haben.
Krylenko wurde von einem Militärkollegium des Obersten Gerichtshofes am 29. Juli 1938 zum Tode verurteilt. Das Verfahren dauerte 20 Minuten – genug Zeit für Krylenko, um seine erzwungenen Geständnisse zu widerrufen. Er wurde für schuldig befunden und war sofort zu erschießen. Krylenko wurde von der sowjetischen Regierung im Zuge der Entstalinisierung bereits 1955 rehabilitiert.
Krylenkos Frau, die alte Bolschewikin Elena Rosmirowitsch, überlebte die Säuberungen durch unauffälliges Verhalten als Mitarbeiterin des Parteiarchivs. Seine Schwester Elena heiratete den US-Autor Max Eastman und wanderte mit ihm in die USA aus.

## Zitate
„Über die individuellen persönlichen Verluste wollen wir gar nicht reden […] In unserer Zeit, da der Kampf den hauptsächlichen Inhalt unseres Lebens ausmacht, haben wir uns irgendwie gewöhnt, solche unwiederbringlichen Verluste nicht zu berücksichtigen […] Das Oberste Revolutionstribunal muss ein gewichtiges Wort sprechen […] Die gerichtliche Vergeltung muss mit aller Strenge erfolgen! […] Wir sind nicht zum Spaßen hergekommen!“

„Die russische Intelligenz, die sich der Feuerprobe der Revolution mit den Losungen der Volksmacht stellte, trat als Bundesgenosse der schwarzen Generäle und als Söldling und gefügiger Agent des europäischen Imperialismus hervor. Die Intelligenz hat ihre eigenen Fahnen besudelt und verraten.“

„Das Urteil kann nicht anders lauten als Tod durch Erschießen für ausnahmslos alle!“